# Aeschrostoma marmorata
Aeschrostoma marmorata là một loài bướm đêm trong họ Geometridae.